# Dina Demers
Dina Demers (1866-1958) was een Vlaams schrijver.
Demers werd geboren als Gerardina Feytmans, dochter van Jan Gerard en Anna Katrien Vandenhoudt. Ze huwde met de heer Collaer. Als pseudoniem koos ze de naam Dina Demers, een verwijzing naar de geboorteplaats van haar moeder. Na haar studies in Luik werd Gerardina regentes in Boom, later in Mechelen. Vervolgens werd ze directrice van de middelbare meisjesschool in Dendermonde. Van 1919 tot haar pensioen in 1926 stond ze aan het hoofd van het Franstalige Koninklijke Atheneum in Brussel, de eerste niet-confessionele school voor meisjes in België.

## Werk
Demers debuteerde in 1905 met Eene roeping, het eerste boek in Vlaanderen voor meisjes van 15 tot 20 jaar. Nog datzelfde jaar verscheen Eenig Dochtertje, waarmee ze veel bijval genoot. Eenig dochtertje is een briefroman, waarin de 16-jarige Hilda vertelt over haar besluit om haar vader, slachtoffer van een ongeluk, te verzorgen. Het boek is een evenwichtig psychologisch portret van een jong meisje dat van haar jeugd wil genieten, maar ook haar verantwoordelijkheid opneemt. Hilda combineert werk met studie, maar kiest uiteindelijk voor het huwelijk. Samen met echtgenoot Maurice runt zij een zaak.
Eenig dochtertje veroorzaakte veel ophef, omdat het als een van de eerste werken de wens van de vrouw om zich te willen ontwikkelen op de kaart zette. In die tijd gold het boek als een bedekt pleidooi voor de vrouwenemancipatie.
In 1908 publiceerde Dina het familieverhaal Op wolkskes. Dina's echtgenoot overleed in 1913. Dina was toen moeder van twee opgroeiende kinderen. Ze bracht de roman Blauwe Luchten uit, opnieuw een emancipatorisch boek. Het is het verhaal van de dochters uit een doktersgezin die liever een diploma willen halen dan te huwen en daardoor met hun vader in conflict komen. Naar verluidt voltooide Dina een verhaal tijdens de Eerste Wereldoorlog, maar tot publicatie kwam het niet. In de jaren 1930 volgen nog herdrukken, maar toen stopte het. Demers overleed op 92-jarige leeftijd in Elsene.
Demers was vrijzinnig en werd door katholieke lectuurrepertoria genegeerd. Ze was ook lid van de Vereniging van Limburgse schrijvers. Het werk van Demers was baanbrekend voor zijn tijd.
- Biografisch Portaal: 49235884
- Digitale Bibliotheek voor de Nederlandse Letteren: deme005
- Gemeinsame Normdatei: 1055112065
- International Standard Name Identifier: 0000 0003 9752 0020
- Nationale Bibliotheek van Tsjechië: mzk2014820117
- Virtual International Authority File: 27427560